# L'Équipage (film, 1935)
Pour les articles homonymes, voir L'Équipage.
Pour plus de détails, voir Fiche technique et Distribution.
L'Équipage est un film français d'Anatole Litvak, sorti en 1935. C'est une adaptation du roman du même nom, de Joseph Kessel. Anatole Litvak fera un remake de son propre film en 1937 sous le titre The Woman I Love.

## Synopsis
Avant de partir pour le front franco-allemand, à la fin de la Première Guerre mondiale, en 1918, Jean Herbillon rencontre une femme nommée Denise, qui le fascine énormément. Jean Herbillon est affecté à la 37e escadrille aérienne comme observateur depuis les airs, associé dans les missions avec le lieutenant Maury, pilote de l'avion. Le travail commun soude les deux hommes fondamentalement différents et de générations différentes. Cette amitié est mise à rude épreuve. Lors d'une permission, Herbillon se rend compte que sa belle Denise est en fait Hélène Maury, la femme de son compagnon de vol. Lorsqu'il l'apprend, ce fait plonge Herbillon dans de graves remords de conscience. Denise, alias Madame Maury, ne comprend pas pourquoi Herbillon change alors de comportement à son égard, car malgré son alliance, elle se sent passionnément attirée par le jeune et séduisant observateur aérien. Avant que le grand drame émotionnel ne puisse avoir lieu, le destin de la guerre frappe : Jean Herbillon meurt d'une « mort héroïque » lors d'une mission.

## Fiche technique
- Réalisation : Anatole Litvak
- Assistants de réalisation : André Cerf, André Lang, Jean-Paul Dreyfus
- Scénario : d'après le roman L'Équipage de Joseph Kessel
- Adaptation : Anatole Litvak, Joseph Kessel
- Dialogues : Joseph Kessel
- Direction artistique : Lucien Aguettand
- Décors : Lucien Carré
- Musique : Arthur Honegger, Jean Wiéner
- Chef d'orchestre : Maurice Jaubert
- Directeur de la photographie : Louis Née, Armand Thirard
- Costumes d'Annabella : Boris Bilinsky
- Son : William Robert Sivel
- Montage : Henri Rust, Jean-Paul Dreyfus
- Directeur de production : Noë Bloch, Grégoire Metchikian
- Société de production : Pathé-Natan
- Pays :  France
- Format :  Noir et blanc - 1,37:1 - 35 mm - son mono
- Durée : 90 minutes
- Date de sortie : France : 22 octobre 1935
- Affiche : Jean-Adrien Mercier

## Distribution
- Annabella : Hélène Maury / Denise
- Charles Vanel : le lieutenant Maury
- Jean-Pierre Aumont : Jean Herbillon
- Jean Murat : le capitaine Thélis
- Daniel Mendaille : Deschamps
- Raymond Cordy : Mathieu, l'ordonnance
- Pierre Labry : Marbot
- Roland Toutain : Narbonne
- René Bergeron : Fortin
- Géo Laby : Mézières
- Jean Heuzé : Berthier
- Guy Sloux : Michel
- Jean Davy : Brulard
- Serge Grave : Georges Herbillon, le jeune frère de Jean
- Suzanne Desprès : madame Herbillon, la mère de Jean
- Claire Franconnay : Florence, la patronne du beuglant
- Alexandre Rignault : l'officier de gendarmerie, amant de la patronne
- Yves Forget : un officier
- André Lannes : un officier

Acteurs non crédités
- Raymond Aimos : le crieur de journaux
- Paul Amiot : le soldat du 54e
- Léon Arvel
- Vera Baranovskaya : la veuve
- Jeanne Byrel
- Charles Camus
- Paulette Élambert : la petite fille
- Enrique Gómez
- Marcel Melrac : le planton
- Viviane Romance : une girl
- Eugène Stuber : l'ordonnance de Maury